# Château de Saint-Michel-du-Lac
Le château de Saint-Michel ou Saint-Michel-du-Lac est un ancien château fort, du XIIIe siècle, dont il ne reste que quelques vestiges, situé dans le Haut-Faucigny, à l'entrée de la vallée de Chamonix. Il se dressait au-dessus de la commune de Servoz, et appartient désormais à la commune des Houches, dans le département de la Haute-Savoie, en région Auvergne-Rhône-Alpes.

## Situation
Le château est construit sur un promontoire en amont de Servoz, qui permet le contrôle l'entrée de la vallée de Chamonix, en provenance de la vallée de l'Arve.
Le promontoire se situe sur la rive gauche de l'Arve et la voie de chemin de fer reliant Saint-Gervais-les-Bains-Le Fayet à la vallée de Chamonix. Il appartient à la commune des Houches.
Vers le IIe siècle de notre ère, le site accueillait un lac en contrebas du rocher, devenu un marais dit Les Rosières.
L'accès depuis Servoz peut se faire à partir de la Chapelle Notre-Dame du Lac, au hameau du Lac. Depuis Les Houches, le chemin débute au parking près de l’hôtel de la Fontaine.

## Historique

### Origines
La première mention du château date de l'année 1289. Il s'agit d'un échange du 26 octobre 1289 par lequel Richard de Villette, prieur de Chamonix donne en fief « le mollard du Lac avec ses bâtiments » à Béatrice de Faucigny,,.
Le traité passé entre Richard de Villette, prieur de Chamonix, et Béatrice, dame de Faucigny est ratifié le 26 mars 1290 par l'abbé de Saint-Michel-de-la-Cluse, Raymond. Le document était consultable XIXe siècle aux Archives communales de Sallanches.

« Béatrix, dame de Faucigny, à la réquisition de frère Richard, prieur de Chamonix au diocèse de Genève, reconnaît :

1° Que toute la vallée de Chamonix depuis l'eau appelée Dyosa (près Servez), jusqu'au col de Balme, ainsi que les gens qui y demeurent, sont hommes-liges du prieur et lui appartiennent avec plénitude de domaine et de juridiction.

2° Que le dit prieuré est sous la garde du seigneur de Faucigny moyennant un denier d'or chaque année.

Par le même acte, le prieur concède à dame Béatrix un coteau (molarium) situé près du pont de l'Arve, dans le territoire du Lac, ainsi que les édifices bâtis ou à bâtir sur le dit coteau. Béatrix reconnaît tenir ces terres et bâtiments en fief, du prieuré de Chamonix, soit de l'abbaye de St-Michel de Cluse dont dépend le dit prieuré, et donne pour cette concession quittance au prieur du denier d’or payable par celui-ci. — Béatrix promet de faire approuver et confirmer ces déclarations et stipulations par son gendre le Dauphin, comte de Viennois, et par sa fille, femme du dit Dauphin.

— Témoins : Guillaume Veramulin, chanoine de Genève, et Pierre Balistier, juge
de la terre de Faucigny.

L’acte est reçu par Guillaume de Pierre (de pétris) notaire.

—Actiim apud Salanchiam in ecclesia ante altare S. Jacobi. A. D. MCCLXXX1X. Indictioiic secmida, Septimo Kal. Novembris. »

Cet acte permet de constater que le site était déjà occupé (« ainsi que les édifices bâtis ou à bâtir sur le dit coteau ») faisant penser que le promontoire devait très probablement accueillir une fortification où pouvaient se réfugier les populations en cas de danger.

### Un site stratégique
La création du château à cet endroit relève d'un intérêt stratégique. Depuis près de deux siècles, les comtes de Genève et les seigneurs du Faucigny se disputent la protection du prieuré de Chamonix et de la vallée. 
Le territoire concerné, Servoz et les villages du Bouchet et du Mont, relève de la paroisse du Lac qui dépend du prieuré de Chamonix, alors que le pouvoir temporel appartient aux Faucigny. Il y a un enchevêtrement de juridiction
Au cours de cette période, les Faucigny dominent la région face aux Genève. Depuis leur château de Montjoie, ils contrôlent le chemin menant de Passy/Saint-Gervais aux Houches, en passant par le col de la Forclaz-du-Prarion. Leur dernière représentante, Béatrice, cherche à assoir son pouvoir et obtient du prieur Richard de Villette la concession de ce promontoire sur lequel elle fait bâtir un château-fort, afin de protéger le prieuré. L'édifice prend le nom de Saint-Michel en hommage au saint patron de Chamonix.
La garde du château est confié au châtelain de Montjoie. Ce dernier ne possède cependant pas de juridiction sur le village du Lac.
À noter que depuis 1289, des tensions éclatent entre les populations et le prieuré,. Les troubles prennent fin en 1292 avec l'affirmation du pouvoir prieurial sur les populations.

### Un point de tension
Le premier châtelain appartient à la famille de Chissé, originaire de Sallanches, située en aval.
En 1300, les inévitables tensions de juridiction éclatent entre le prieur et le châtelain. Un arbitrage permet de donner gain de cause au prieur. Deux ans plus tard, le bailli de Faucigny rappelle au châtelain qu'il doit protection au prieuré et à ses biens.
En 1319, on le trouve mentionné comme château de Saint-Michel-du-Lac (castrum Sancti Michaelis de Lacu) dans un acte de confirmation passé entre Guillaume de Villette, prieur de Chamonix, et Hugues, dauphin de Viennois et seigneur de Faucigny, petit-fils de Béatrice.
En 1339, le château est érigé en siège d'une châtellenie delphinale,,.

### Fin de l'intérêt stratégique
Lorsqu'en 1355, le traité de Paris fait passer le Faucigny sous le contrôle du comté de Savoie, le château est cédé à Humbert de Chissé. Le Faucigny entrant dans les États de Savoie perd son rôle stratégique.
Une transaction passée entre le prieur de Chamonix, Humbert de Chissé, et le dernier châtelain, Jacques de Crescherel, le 2 mai 1435, rétrocède le château au prieuré. La garde de la vallée est remise au duc de Savoie.

## Description
Selon les descriptions, le château est dit « difficile et dangereux d'accès, construit sur un rocher élevé et solide ». De petite taille, il a une forme rectangulaire de 30 m sur 13,20 m de côtés,à- qui comprend deux étages,. L'entrée principale se situait au nord-ouest.
Au face sud, une tour ronde mesurant environ 14 m pour 9 m de diamètre,. Ses murs sont d'une épaisseur de 2,63 m.

## Postérité et légendes
Selon le panneau d'affichage de présentation du site, réalisé par les services de la commune des Houches et l'ONF, le site accueille des visiteurs célèbres comme de Saussure, Chateaubriand, Lamartine ou encore Victor Hugo.
Lorsque Hugo, dans son Fragment d'un voyage aux Alpes, décrit le site :

« Nous quittons Servoz où l’on prend quelque rafraîchissement […] nous passons d’une montagne écroulée à un château ruiné. Depuis un quart d’heure nous côtoyons de très-près l’Arve, qui coule presque de niveau avec la route. Tout à coup le muletier nous montre à droite, sur une espèce de haut promontoire que la montagne voisine pousse au milieu de la rivière, quelques pans de murailles démantelées, avec un débris de tours, et d’étroites ogives façonnées par la main des hommes, et de larges crevasses faites par le temps. C’est le manoir de Saint-Michel, vieille forteresse des comtes de Genève, célèbre dans la contrée, comme le Nant-Noir, par les démons qui l'habitent et les trésors magiques qu’il recèle.

Le redoutable palais, l’ancienne citadelle d’Aymon et de Gérold est là, solitaire et lugubre comme le corbeau qui croasse joyeusement sur sa ruine. Les remparts noirâtres, inégalement rompus par les ans, s’élèvent à peine au-dessus des touffes de houx, de genêts, de ronces qui obstruent le fossé et l’avenue ; des rideaux de lierre usurpent la place des lourds ponts-levis et des herses de fer.[…] »

Le château est en effet le sujet de plusieurs histoires notamment de cultes satanistes, d'abriter un trésor ou encore de monstres. Une histoire raconte la mésaventure de deux frères partis chercher le trésor, dont un seul serait revenu, touché par la folie et parlant de démon.

## Châtellenie de Saint-Michel
Le château de Saint-Michel est le siège d'une châtellenie, dit aussi mandement (mandamentum), du Faucigny delphinal,,, en 1302, à la suite de son détachement de celle de Montjoie. Il s'agit d'un des plus petits mandements de la région, soulignant par ailleurs l'intérêt stratégique du château,.
| Commune | Nom                     | Type         | Date (attestation) |
| ------- | ----------------------- | ------------ | ------------------ |
| Servoz  | Château de Saint-Michel | château      | 1289               |
| Servoz  | Château de Bottelier    | château      | …                  |
| Servoz  | Tour de Saint-Jeoire    | maison forte | 1344               |

L'enquête de 1339 recense cent un feux dont trente-cinq relèvent de la noblesse. La châtellenie est réunie à celle de Montjoie jusqu'en 1355 date à laquelle le Faucigny entre dans le domaine des comtes de Savoie,.